# Edward Samuel Rogers
Edward Samuel Rogers (Toronto, 27 de maio de 1933 – Toronto, 2 de dezembro de 2008) foi um dos presidentes e membro do CEO da Rogers Communications e na época a quarta pessoa mais rica do Canadá. Faleceu vítima de insuficiência cardíaca.

## Carreira
Em 1960, quando ainda era estudante na Osgoode Hall Law School, ele comprou todas as ações da estação de rádio local CHFI, que foi pioneira no uso de FM em uma época em que apenas 5% dos lares de Toronto tinham receptores FM. Em 1965, ele estava no negócio de TV a cabo. A Rogers Communications foi fundada em 1967 e se tornou um dos maiores conglomerados de mídia do Canadá. Seu pai, Edward S. Rogers Sr. (1900–1939), é considerado o fundador da empresa, embora a estação de rádio que ele fundou, CFRB, agora seja propriedade de outra empresa e concorrente canadense, a Bell Media.
Rogers era o proprietário do time Toronto Blue Jays de Basebol desde 1º de setembro de 2000, quando Rogers Communications Inc. comprou 80% do clube, com a Labatt Brewing Company mantendo uma participação de 20% e o Banco Imperial Canadense de Comércio renunciando a sua participação de 10%. Ele comprou os 20% restantes das ações da Labatt em 2003 e possuiu a equipe integralmente até sua morte. Além disso, o estádio doméstico dos Blue Jays, SkyDome, foi renomeado para Rogers Centre em 2005 depois que a empresa de Rogers comprou o estádio (incluindo direitos de nome).

## Filantropia
Em 2000, Rogers e sua esposa Loretta doaram US$ 26,8 milhões para a Universidade de Toronto. A contribuição marcante foi direcionada à Faculdade de Ciências Aplicadas e Engenharia da Universidade de Toronto, que nomeou Edward S. Rogers Sênior, Departamento de Engenharia Elétrica e de Computação em homenagem a seu pai. O presente de Rogers permitiu que o corpo docente estabelecesse as Bolsas de Graduação Edward S. Rogers Sênior, as Bolsas de Graduação Edward S. Rogers Sênior, a Cadeira Edward S. Rogers Sênior em Engenharia, a Cátedra Velma M. Rogers Graham em Engenharia, o Rogers AT&T Wireless Communications Laboratories e o Rogers Scholarship Program.
Em 29 de maio de 2007, Rogers e sua esposa doaram US$ 15 milhões para a Ryerson University. A doação foi direcionada à Faculdade de Administração, que foi renomeada como Escola de Administração Ted Rogers a pedido dos doadores. A maior parte da doação será usada para estabelecer 52 novos prêmios e bolsas de estudos de graduação e pós-graduação. O presente também visa estabelecer uma nova cadeira de pesquisa para semear iniciativas acadêmicas em pesquisa de gestão.

## Morte
Rogers sofria de insuficiência cardíaca congestiva e morreu na manhã de 2 de dezembro de 2008, aos 75 anos, em sua casa em Toronto. Ele foi enterrado no terreno da família no cemitério Mount Pleasant, em Toronto.